# Pograjc
Pograjc je priimek več znanih Slovencev:
- Andraž Pograjc (*1991), smučarski skakalec
- Bojan Pograjc (*1961), častnik, veteran vojne za Slovenijo
- Janez Pograjc (1919–2001), gospodarstvenik
- Matjaž Pograjc (*1967), gledališki režiser, vodja skupine "Betontanc"
- Zvone Pograjc, trener smučarskih skokov (Zagorje)